# Naporościak plamisty

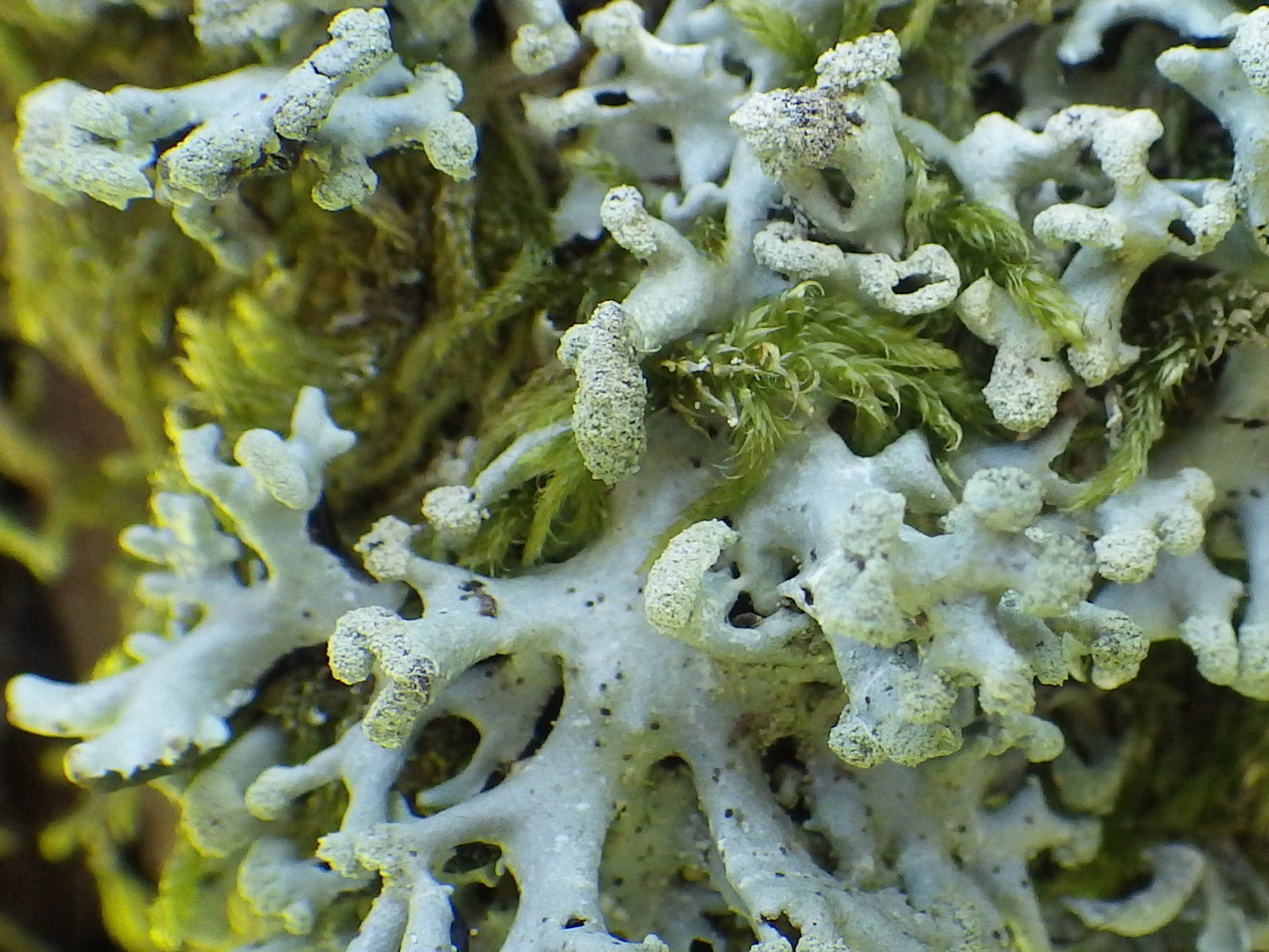
Naporościak plamisty na pustułce rurkowatej

Naporościak plamisty (Lichenoconium erodens M.S. Christ. & D. Hawksw.) – gatunek grzybów z klasy Dothideomycetes. Grzyb naporostowy.

## Systematyka i nazewnictwo
Pozycja w klasyfikacji według Index Fungorum: Lichenoconium, Lichenoconiaceae, Lichenoconiales, Incertae sedis, Dothideomycetes, Pezizomycotina, Ascomycota, Fungi.
Po raz pierwszy opisali go w 1977 r. Mogens Skytte Christiansen i David Leslie Hawksworth na plesze pustułki pęcherzykowatej (Hypogymnia physodes w Szwecji.
Nazwa polska według Wiesława Fałtynowicza.

## Morfologia
Znany tylko w postaci anamorfy. Tworzy rozproszone, zagłębione w podłożu, ale o wystających wierzchołkach, kuliste, czarne pyknidia o średnicy (20–) 30–50 (–60) µm), otwierające się nieregularnymi porami. Ściana zarodników gruba, ciemnobrązowa, złożona z 1–3 warstw komórek o kształcie od wielościennego do zaokrąglonego. Komórki konidiotwórcze wyściełające wewnętrzną ścianę jamy piknidialnej (3,5–) 4–5 (–6) × (2–) 3–3,5 (–4) µm, krótko cylindryczne do bańkowatych, proliferujące w sposób ciągły lub z pojedynczą annelidą. Konidia 2–3,5 (–4) µm, kuliste do nieco wielościennych, z niewyraźnie ściętą podstawą, brązowe, prawie gładkie do brodawkowatych.
Od innych gatunków Lichenoconium jest łatwy do odróżnienia po mniejszych pyknidiach, komórkach konidiotwórczych i zarodnikach.

## Występowanie i siedlisko
Podano występowanie  Lichenoconium erodens na wielu stanowiskach w Ameryce Północnej i Europie i na nielicznych w Ameryce Południowej, Afryce i Azji. W Polsce podano liczne jego stanowiska na wielu gatunkach porostów. Szczególnie częsty jest na porostach z rodzaju misecznica (głównie na apotecjach misecznicy proszkowatej Lecanora conizaeoides) i tarczownicach. Występuje także na wielu innych rodzajach porostów: chrobotek, mąkla, pustułka i otwornica. W Polsce podano jego stanowiska także na paznokietniku ostrygowym Hypocenomyce scalaris i pustułce pęcherzykowatej Hypogymnia physodes.